# Liste des ports matériels
Cet article concerne les ports matériels.

## Ports Internes
- AGP
- CNR (en)
- EISA
- IDE
- ISA
- MCA
- PCI
- PCI Express
- SATA
- SCSI
- VLB
- VME

## Ports Externes

### Transfert / Réception de données
- eSATA : dédié aux transferts vers des disques durs du même type ;
- SCSI : dédié aux transferts avec des périphériques à cette norme ;
- Port de jeu : dédié aux manettes de jeu sur PC avant l'avènement de l'USB ;
- Port parallèle : dédié à l'envoi unidirectionnel de données, puis, à la suite de l'évolution de la norme, à l'échange bidirectionnel. Était essentiellement utilisé pour l'impression sur des imprimantes dotées de connectique Centronics ;
- PCMCIA : dédié aux anciennes cartes d'extension des ordinateurs portables ;
- USB versions 1, 1.1, 2, 3 et 3.1 ;
- Firewire IEEE 1394, Firewire 400, Firewire 800 : dédié aux transferts des données massives des dispositifs vidéo (caméscopes numériques...) ;
- PS/2 : dédié aux dispositifs de saisie (claviers et souris) remplaçant l'usage du port série ;

### Audio/Vidéo
- Apple Display Connector
- Connecteur TV-Out
- Camera Link
- Connecteur DIN
- Display Data Channel
- Displayport (interface sans droit ni licence)
- DMS-59
- DVI
- HDMI
- Jack
- Mini DisplayPort
- Mini-DVI
- Mini-VGA
- Connecteur Mini DIN
- S/PDIF
- S-Video
- Connecteur VGA

### Réseaux
- IrDA
- RJ45 (Ethernet)
- RJ11
- RJ9
- 10BASE-T
- RS232 (port série)